# ОФК Гигант (Съединение)
„Гигант“ е общински футболен клуб от град Съединение, който участва в Югоизточната Трета лига.

## История
Клубът е основан през 1946 г. Отборът играе в Югоизточната В група. След 1989 г. започва да се развива и детско-юношеска школа по футбол.
Мъжкият отбор от 1994 до 1997 г. участва в зоновата група. През 2002 г. за президент на ФК „Гигант“ е избран Иван Дараджански и оттогава отборът се казва ИТД „Гигант“.
През 2007 г. завършва на 1 място в А ОФГ-Пловдив и се класира за Югоизточната В група. 
През 2012 г. община Съединение си връща клуба от Иван Дараджански; новото име на клуба е ОФК „Гигант“ (Съединение).
През 2020 г. председател на клуба става Добри Козарев, треньор на отбора е Николай Домакинов, а спортен директор – Николай Алексиев. Отборът завършва есенния полусезон на 5-то място. През пролетта на 2022 г. треньор на отбора става Георги Мечечиев.
През 2022 г. отборът на ОФК „Гигант“ (Съединение) е домакин на мача срещу ЦСКА (София) на 1/16 финал за Купата на България. ЦСКА печели след изпълнение на дузпи с резултат 8:7.През сезон 2022/2023 отбора завършва на трето място в най успешния сезон на клуба! От новия сезон 2023/2024 старши треньор на отбора става Васил Стефанов,а треньор на вратарите Кирил Акалски.От новата 2024г, новият треньор на Гигант е Манол Георгиев.

## Изявени футболисти
- Илия Дерузов
- Николай Коев
- Костадин Апостолов
- Георги Апостолов
- Стоян Лапков
- Данаил Празов
- Тодор Радев
- Ненко Ботев
- Сашо Толев
- Илия Празов
- Велин Данков
- Васил Господарски
- Йордан Кенлешев
- Димитър Кенлешев
- Енчо Марин
- Петко Пинджев
- Райко Алов
- Васил Божиков
- Никола Марин
- Цветан Тодоров
- Свилен Щерев
- Иван Скерлев , Аурел Мусай, Христиан Казаков, Георги Стайков, Васил Василев, Николай Домакинов, Илиян Гаров